# Кедровая (Красноярский край)
Кедровая — деревня в Краснотуранском районе Красноярского края. Входит в состав Тубинского сельсовета.

## География
Деревня находится в юго-западной части края, в пределах Минусинской котловины, на левом берегу реки Подбайтачки, на расстоянии приблизительно 33 километров (по прямой) к юго-востоку от села Краснотуранск, административного центра района. Абсолютная высота — 435 метров над уровнем моря.
Климат
Климат характеризуется как резко континентальный, с продолжительной морозной зимой и жарким летом. Среднегодовая температура воздуха составляет −1,6°С. Средняя температура воздуха самого тёплого месяца (июля) составляет 18,9 °C (абсолютный максимум — 34 °C); самого холодного (января) — −23,2 °C (абсолютный минимум — −54 °C). Среднегодовое количество атмосферных осадков составляет 389 мм, из которых 82 % выпадает в тёплый период.

## Население
| 2010 |
| ---- |
| 209  |

Половой состав
По данным Всероссийской переписи населения 2010 года в гендерной структуре населения мужчины составляли 52,2 %, женщины — соответственно 47,8 %.
Национальный состав
Согласно результатам переписи 2002 года, в национальной структуре населения русские составляли 82 % из 222 чел.